# Fays-la-Chapelle
Fays-la-Chapelle är en kommun i departementet Aube i regionen Grand Est (tidigare regionen Champagne-Ardenne) i nordöstra Frankrike. Kommunen ligger  i kantonen Bouilly som ligger i arrondissementet Troyes. År 2022 hade Fays-la-Chapelle 120 invånare.

## Befolkningsutveckling
Antalet invånare i kommunen Fays-la-Chapelle
Referens: INSEE